# Édouard Sauvage
Pour les articles homonymes, voir Sauvage (homonymie).
 (juillet 2021).
 (juillet 2021).
La mise en forme du texte ne suit pas les recommandations de Wikipédia : il faut le « wikifier ».
Les points d'amélioration suivants sont les cas les plus fréquents :
- Les titres sont pré-formatés par le logiciel. Ils ne sont ni en capitales, ni en gras.
- Le texte ne doit pas être écrit en capitales (les noms de famille non plus), ni en gras, ni en italique, ni en « petit »…
- Le gras n'est utilisé que pour surligner le titre de l'article dans l'introduction, une seule fois.
- L'italique est rarement utilisé : mots en langue étrangère, titres d'œuvres, noms de bateaux, etc.
- Les citations ne sont pas en italique mais en corps de texte normal. Elles sont entourées par des guillemets français : « et ».
- Les listes à puces sont à éviter, des paragraphes rédigés étant largement préférés. Les tableaux sont à réserver à la présentation de données structurées (résultats, etc.).
- Les appels de note de bas de page (petits chiffres en exposant, introduits par l'outil «  Source ») sont à placer entre la fin de phrase et le point final[comme ça].
- Les liens internes (vers d'autres articles de Wikipédia) sont à choisir avec parcimonie. Créez des liens vers des articles approfondissant le sujet. Les termes génériques sans rapport avec le sujet sont à éviter, ainsi que les répétitions de liens vers un même terme.
- Les liens externes sont à placer uniquement dans une section « Liens externes », à la fin de l'article. Ces liens sont à choisir avec parcimonie suivant les règles définies. Si un lien sert de source à l'article, son insertion dans le texte est à faire par les notes de bas de page.
- La présentation des références doit suivre les conventions bibliographiques. Il est recommandé d'utiliser les modèles {{Ouvrage}}, {{Chapitre}}, {{Article}}, {{Lien web}} et/ou {{Bibliographie}}. Le mode d'édition visuel peut mettre en forme automatiquement les références.
- Insérer une infobox (cadre d'informations à droite) n'est pas obligatoire pour parachever la mise en page.

Pour une aide détaillée, merci de consulter Aide:Wikification.
Si vous pensez que ces points ont été résolus, vous pouvez retirer ce bandeau et améliorer la mise en forme d'un autre article.
Édouard Sauvage, né le 21 juillet 1965 à Boulogne-Billancourt, est un homme d'affaires français, ingénieur en chef du Corps des Ponts, des Eaux et des Forêts. Édouard Sauvage est directeur général adjoint chargé des activités infrastructures chez ENGIE depuis le 1er février 2021 après avoir été directeur général de GRDF pendant 5 ans. 

## Jeunesse et éducation
Édouard Sauvage effectue ses classes préparatoires au Lycée Louis-le-Grand dans le 5e arrondissement de Paris. Il est diplômé de l’École Polytechnique.

## Carrière
Édouard Sauvage commence sa carrière dans l'administration, à la Datar puis au cabinet d'Alain Juppé lorsqu'il était Premier ministre. Édouard Sauvage intègre ensuite le groupe EDF GDF.
Chef d'agence en Seine-et-Marne, puis directeur de centre à Rouen, il gère les suites des grandes tempêtes de l'an 2000.
En 2002, il passe chez Gaz de France, comme délégué aux affaires stratégiques et européennes à la direction de la stratégie, puis comme directeur adjoint à la direction internationale où il supervise les filiales de distribution au Portugal, en Hongrie ou encore en Roumanie. En 2005, il prend la direction des approvisionnements en gaz du groupe et devient le chef des négociations avec la Russie (Gazprom), l'Algérie et la Norvège. Edouard Sauvage a notamment du gérer la crise russo-ukrainienne de 2009. 
Après huit ans de ce régime, la direction de la stratégie de GDF Suez lui est confiée en 2013.
Le 1er janvier 2016 Édouard Sauvage est nommé Directeur général de GRDF.
Le 1er février 2021 Édouard Sauvage est nommé au nouveau comité exécutif du groupe Engie, en tant que directeur général adjoint chargé des activités Infrastructures.

## Vie privée
Édouard Sauvage a 3 enfants.

## Référence
1. Edouard Sauvage, de GRDF a Engie; lebatimentperformant 15 janvier 2021
2. Edouard Sauvage quitte GRDF, Génie climatique magazine 18 janvier 2021
3. Interview Edouard Sauvage Politico
4. Remaniement du comité exécutif Engie; Le Figaro 14 janvier 2021
5. Edouard Sauvage à la tête de GRDF; Le Point 11 décembre 2015
6. Edouard Sauvage à la tête de GRDF; Les Echos 4 janvier 2016
7. Interview Edouard Sauvage; Le Figaro 1 décembre 2019
8. GRDF gestion du coronavirus; Les Echos 12 mai 2020
9. Relance du biogaz et BIO-GNV; Gaz-Mobilité 23 juin 2020
10. 3 questions à Edouard Sauvage; APVF 16 janvier 2020
11. Aboutir aux meilleures solutions économiques et environnementales; acteurspublics 8 juillet 2018